# 사포텍어
사포텍어(Zapotec) 또는 사포텍어군은 사포텍인들이 사용하는 오토망게어족 계통의 서로 밀접히 연관된 50여 개 언어의 총칭이다. 2020년 인구조사에 따르면 멕시코에 약 49만 명의 화자가 있으며 대부분 오아하카주에 거주한다. 대부분의 사포텍어 화자들은 스페인어를 이중 언어로 구사한다.

## 분류
사포텍어는 가까운 차티노어(Chatino)와 함께 오토망게어족 내에서 사포텍어파라는 언어 계열을 이룬다. 또한 메소아메리카 언어 지역의 일부로서 계통적으로 무관한 언어들과도 수천 년간의 상호작용을 통해 영향을 주고 받았다.
사포텍어는 일반적으로 하나의 언어로 묘사되는 경우가 많으나, 언어학적으로 볼 때는 상당히 광범위하여 언어군으로도 볼 수 있으며, 그 시간적 깊이는 로망스어군과 비슷하다. 사포텍어를 사용하는 공동체 사이의 방언 차이는 광범위하고 복잡하다. 사포텍어의 많은 방언은 서로 의사소통이 불가능한데, 지리적으로 가까운 공동체 간에도 상호 이해도에 급격한 차이가 있으므로 이 지역변종들은 엄밀한 의미에서 방언 연속체를 형성하지 않으나, 방언 그룹 간의 명확한 구분도 없다. 따라서 멕시코 정부는 공식적으로 60개에 달하는 종류의 사포텍어를 인정하고 있다. 사포텍어는 크게 4가지의 지리적 구분으로 나눌 수 있는데, 북부 사포텍어, 계곡 사포텍어, 남부 사포텍어, 그리고 지협 사포텍어이다.

## 같이 보기
- 사포텍인
- 사포텍 문명
- 사포텍 문자